# 牛稠嶺砲臺
牛稠嶺砲臺，是位於台灣基隆市中正區東北方牛稠嶺段的一處砲台遺址，過去曾是台灣日治時期基隆要塞司令部的要塞轄內設施，目前尚未具有文化資產身份。 

## 歷史
台灣於光緒二十一年（西元1895年）接受日本統治後，日軍隨即起調查和測繪基隆各砲臺之標高和配備，基隆要塞砲兵大隊於明治三十七年（西元1904年）12月始建牛稠嶺臨時砲臺，完成於明治三十八年（1905年）5月5日，並在1905年與公山尾砲台進行備砲工事配備。是台灣總督府築城部基隆分部因應日俄戰爭修建的防禦工程之一，屬於日治時期基隆要塞所管轄區域，與鄰近的槓子寮砲臺，為同時監控八斗子、社寮島制高點，以及至白米甕砲台間基隆外海海域防禦任務的重大要塞。 1915年，牛稠嶺砲臺備附克式二十一珊加農砲。

## 平面配置與構造
牛稠嶺臨時砲臺系統依照牛稠嶺山與周圍地形而興建，砲台遺址所在地雜草叢生，無人維護。目前共保存僅存長達三十米的砲台圍牆，兩座砲座、和一座圓柱型軍營碉堡。